# シバオ国際空港
シバオ国際空港（シバオこくさいくうこう、スペイン語: Aeropuerto Internacional del Cibao、英語: Cibao International Airport）は、ドミニカ共和国のサンティアゴ・デ・ロス・カバリェロスにある国際空港。サンティアゴ中心部からは南東に15kmほど離れている。

## 歴史
2002年3月18日に開港。開港当時はアメリカン・イーグル航空（現エンヴォイ・エア）が運行するサン・フアンとの便のみの就航だった。
2002年5月にアエロマール・ドミニカ航空がニューヨーク、ジョン・F・ケネディ国際空港との直行便の運航を始めると、アメリカン航空とノースアメリカン航空がニューヨーク、マイアミ、サン・フアンへの直行便の運航を開始。数ヶ月後、コンチネンタル航空もニューアークからの直行便を就航させた。これに続いて、ジェットブルー航空とデルタ航空もニューヨークとの便を就航させた。アエロマール・ドミニカ航空は、ラス・アメリカス国際空港に加えて、シバオ国際空港をハブ空港とした。
2008年4月、自家用機の着陸料・駐機料の免除を国内で初めて開始。
2009年1月9日、スピリット航空は、2009年6月21日からフロリダ州フォートローダーデールとの便を就航させると発表した。
2010年に乗客数が90万人を超え、国内で3番目に混雑する空港となった。同年、Aerolíneas Mas、Air Century、Vol Air、Caribair allがこの空港を拠点として国内線の運航を始めたが、翌年運航を終了させている。
2013年4月1日、アメリカン航空はニューヨークとの直行便の運航を終了させた。
現在、ゲート・保安検査場の拡張や誘導路・滑走路の増設が計画されている。

## ターミナル

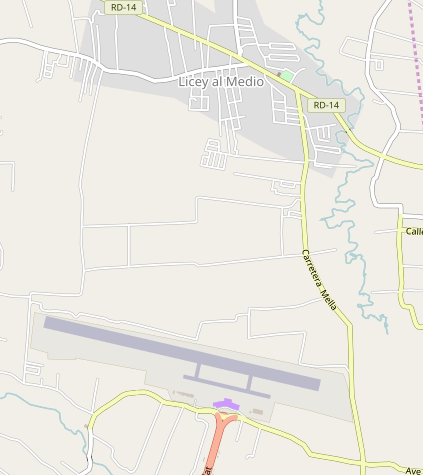
空港の地図

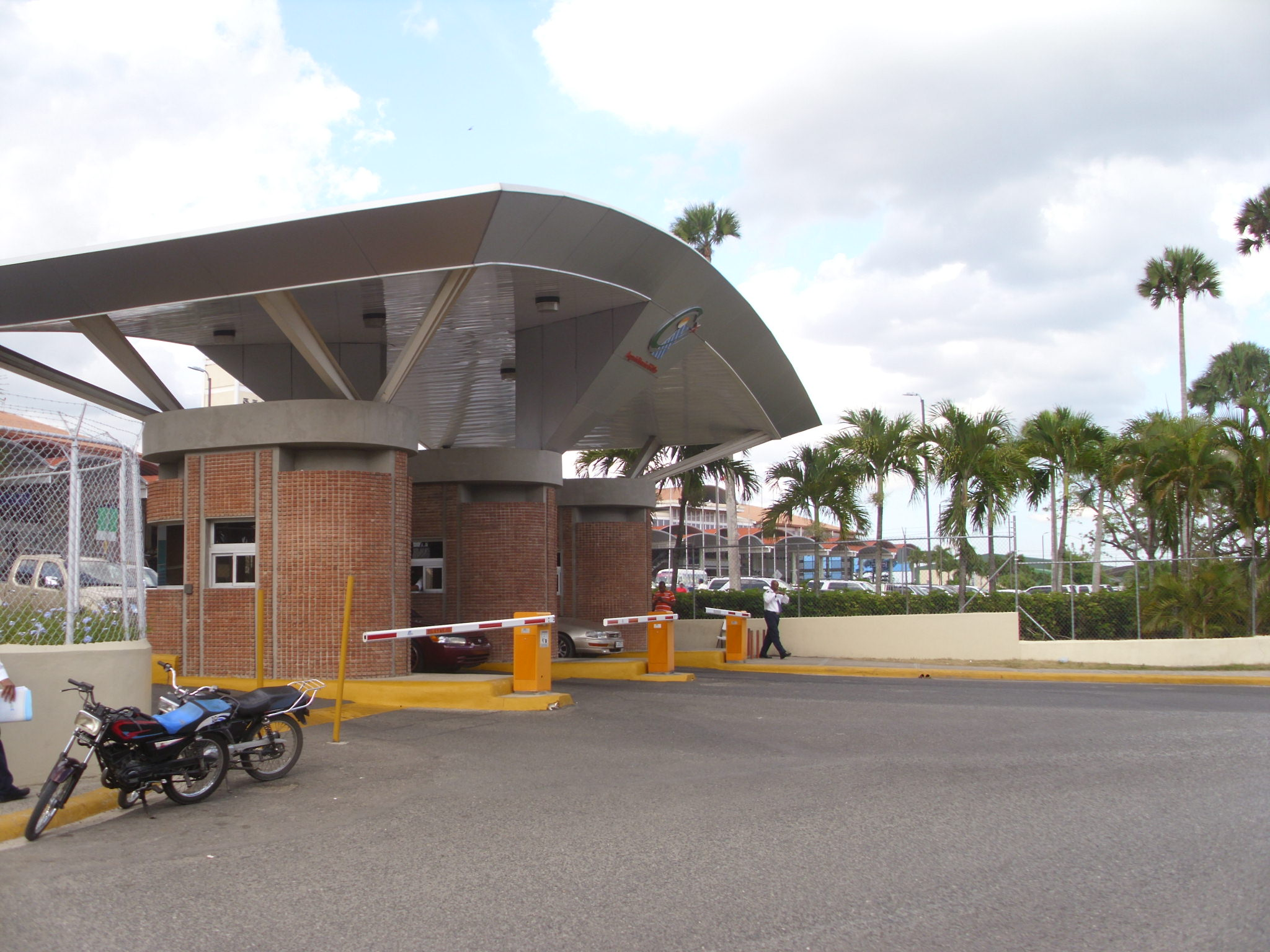
駐車場出口

### 国際線ターミナル
国際線ターミナルはB1からBまでの6つの搭乗口を持つ。B3以外の搭乗口はボーディング・ブリッジが設置されており、B3は主に小型旅客機に使用される。ジェットブルー航空の便が多く就航している。

### 国内線ターミナル
国内線ターミナルはA1からA3までの3つの搭乗口を持つ。かつては国内線の運航で使用されていたが、現在はプライベートジェットやチャーター機などで使用されている。

### 軍基地
かつてドミニカ共和国海軍の基地として使用されていたが、主に後方支援のための施設であった。現在は使われていない。

## 航空会社と就航路線

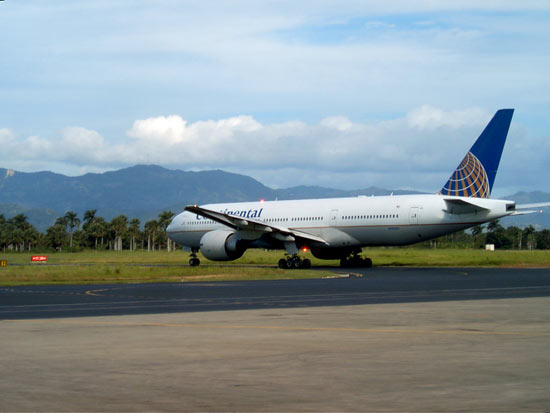
滑走路に向かうコンチネンタル航空のB777-200ER

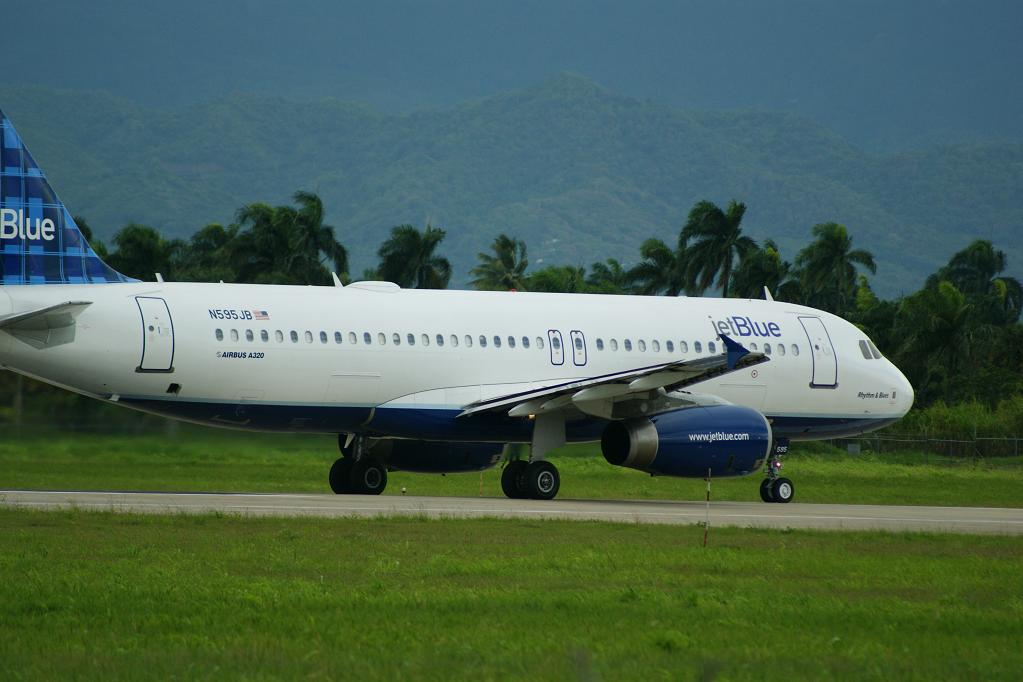
離陸中のジェットブルー航空のA320

### 旅客
| 航空会社                   | 目的地                                                      |
| -------------------------- | ----------------------------------------------------------- |
| エア・センチュリー         | 季節運航: サン・フアン                                      |
| アメリカン航空             | マイアミ                                                    |
| カイコス・エクスプレス航空 | プロビデンシアレス                                          |
| コパ航空                   | パナマシティ                                                |
| デルタ航空                 | ニューヨーク（ジョン・F・ケネディ）                         |
| インターカリビアン航空     | プロビデンシアレス                                          |
| ジェットブルー航空         | ボストン、ニューアーク、ニューヨーク（ジョン・F・ケネディ） |
| シーボーン航空             | サン・フアン                                                |
| スピリット航空             | フォート・ローダデール                                      |
| ユナイテッド航空           | ニューアーク                                                |

## 事件と事故
- 2008年2月7日、シバオ国際空港から離陸したカリブエアのブリテン・ノーマン アイランダーのエンジンが停止し、ラ・ロマーナ付近で墜落した。パイロットが負傷したが死亡者はいなかった。当機はラ・ロマーナ国際空港を経由しプンタ・カナ国際空港へ向かう予定であった[3]。